# Palazzo dei Vescovi a San Miniato al Monte

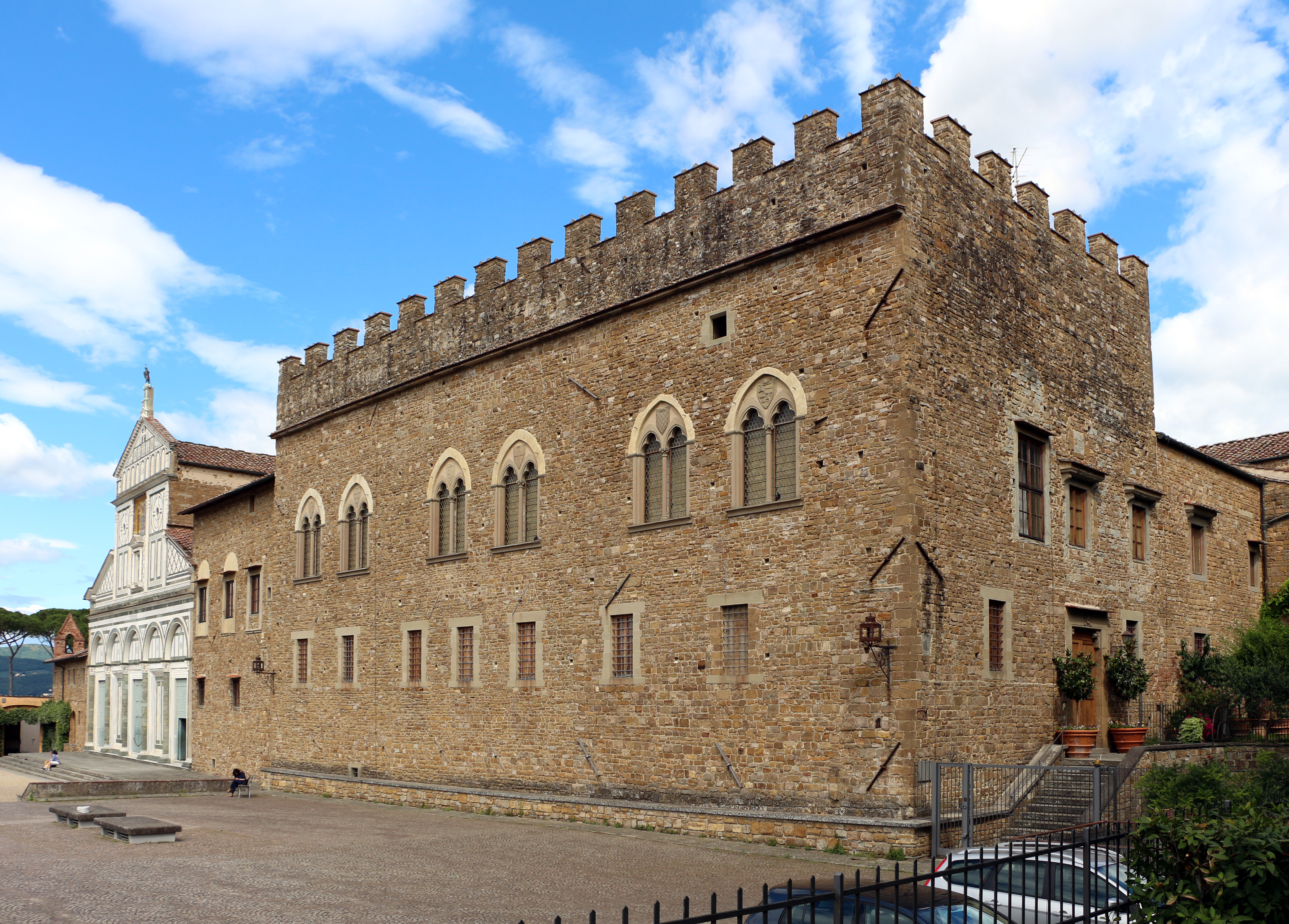
O Palazzo dei Vescovi.

O Palazzo dei Vescovi a San Miniato al Monte (Palácio dos Bispos em San Miniato al Monte) era uma residência estival dos Bispos de Florença junto à Basílica di San Miniato al Monte, em Florença. 
Foi mandado construir, a expensas próprias, pelo Monsenhor Andrea dei Mozzi, Bispo de Florença, recordado por Dante na sua Divina Comédia, Canto XV do Inferno. Em 1320 a construção foi terminada pelo Bispo Antonio d'Orso e, em seguida, um outro bispo florentino, Angelo Ricasoli, fez aqui alguns acrescentos.
O palácio é coroado por uma linha de ameias antiga e possui janelas ogivais e bíforas, nas quais se vêem as armas da Igreja, de Andrea dei Mozzi, de Antonio d'Orso, do povo de Florença e de Angelo Ricasoli.
Em 1574, o palácio foi anexado ao Convento dos Beneditinos, depois de ter sido reduzido, em 1553, a caserna para as tropas espanholas ao serviço de Cosme I, sofrendo, então, muitos danos e transformações. De 1630 a 1633 foi bastante danificado quando serviu de lazareto para os contaminados pela peste.
Já no século XVIII, entre 1703 e 1774, sofreu novas divisões efectuadas pelos Jesuítas. Finalmente, entre 1903 e 1922, foi restaurado pelo arquitecto Enrico Au-Capitaine, o qual devolveu à luz do dia os afrescos do salão.